# Kim Jong-song
Kim Jong-song (Hangeul: 김종성, Hanja: 金鍾成; * 23. April 1964 in der Präfektur Tokio, Japan) ist ein nordkoreanischer Fußballtrainer und ehemaliger Fußballspieler.

## Karriere

### Spieler

#### Verein
Von 1987 bis 1995 spielte Kim Jong-song beim Zainichi Chosen Football Club. Anschließend wechselte er zum japanischen Erstligisten Júbilo Iwata, bei dem er in der Saison 1995 zweimal eingesetzt wurde. Anschließend wechselte er zum Zweitligisten Consadole Sapporo, bei dem er 1996 in 20 Spielen vier Tore schoss. Von 1997 bis 1998 spielte Kim erneut beim Zainichi Chosen Football Club.

#### Nationalmannschaft
1992 war Kim Teil der nordkoreanischen Nationalmannschaft, die bei der Asienmeisterschaft in der Vorrunde ausschied.